# Административное деление Владивостока

Районы Владивостока:
1. Ленинский
2. Первомайский
3. Первореченский
4. Советский
5. Фрунзенский
Сельские населённые пункты, входящие во Владивостокский городской округ:
-подчинённые управлениям районов администрации г. Владивостока:
(4) - посёлок Трудовое (подчинён Советскому району)
(5) - село Береговое (подчинено Фрунзенскому району)
-подчинённые управлению островных территорий администрации г. Владивостока:
(6) посёлки Русский, Попова и Рейнеке.

Город Владивосток, административный центр Приморского края, разделён на 5 внутригородских районов.
В рамках административно-территориального устройства края, Владивосток является городом краевого подчинения, которому в свою очередь подчинены 5 сельских населённых пунктов. В рамках организации местного самоуправления он вместе с пятью сельскими населёнными пунктами составляет муниципальное образование Владивостокский городской округ.
Районы города не являются муниципальными образованиями.

## Районы
| № | Район          | Площадь, км² | Население, чел. (2024) | Код ОКАТО  | Год создания |
| - | -------------- | ------------ | ---------------------- | ---------- | ------------ |
| 1 | Ленинский      | 37,47        | ↗151 100               | 05 401 364 | 1936         |
| 2 | Первомайский   | 26,34        | ↘153 358               | 05 401 367 | 1936         |
| 3 | Первореченский | 34,25        | ↘139 654               | 05 401 369 | 1937         |
| 4 | Советский      | 219,27       | ↘90 967                | 05 401 372 | 1972         |
| 5 | Фрунзенский    | 9,72         | ↘56 549                | 05 401 376 | 1936         |

## Населённые пункты
Городу краевого подчинения (административно-территориальным управлениям районов и островных территорий администрации г. Владивостока) подчинены 5 сельских населённых пунктов, вместе с которыми он образует Владивостокский городской округ.
| № | Населённый пункт | Тип     | Население | АТУ района / ОТ            | Год подчинения АТУ района / ОТ |
| - | ---------------- | ------- | --------- | -------------------------- | ------------------------------ |
| 1 | Владивосток      | город   | ↗594 201  | все                        |                                |
| 2 | Береговое        | село    | ↗500      | Фрунзенский район          | 1969                           |
| 3 | Попова           | посёлок | ↗1200     | Первомайский район / АТУОТ | 1948 / 2021                    |
| 4 | Рейнеке          | посёлок | ↘20       | Первомайский район / АТУОТ | 1948 / 2021                    |
| 5 | Русский          | посёлок | ↗10 424   | Фрунзенский район / АТУОТ  | 1965 / 2021                    |
| 6 | Трудовое         | посёлок | ↘19 543   | Советский район            | 1987                           |

## Планировочные районы
Планировочная структура территории городского округа согласно действующей редакции Генерального плана Владивостока включает 10 планировочных районов, которые совпадают с административно-территориальными границами 5 районов и 5 сельских населённых пунктов. Планировочные районы включают планировочные микрорайоны.
| №  | Номер план. района | Планировочный район | Площадь, км² | Количество планировочных микрорайонов и их номера |
| -- | ------------------ | ------------------- | ------------ | ------------------------------------------------- |
| 1  | 02                 | Ленинский           | 37,47        | 32 (02:01-02:32)                                  |
| 2  | 01                 | Первомайский        | 26,34        | 32 (01:01-01:32)                                  |
| 3  | 04                 | Первореченский      | 34,25        | 34 (04:01-04:34)                                  |
| 4  | 05                 | Советский           | 219,27       | 46 (05:01-05:46)                                  |
| 5  | 03                 | Фрунзенский         | 9,72         | 28 (03:01-03:28)                                  |
| 6  | 06                 | Трудовое            | 19,65        | 3 (06:01-06:03)                                   |
| 7  | 07                 | Русский             | 66,17        | 11 (07:01-07:11)                                  |
| 8  | 08                 | Попова              | 11,33        | 1 (08:01)                                         |
| 9  | 09                 | Рейнеке             | 3,01         | 1 (09:01)                                         |
| 10 | 10                 | Береговое           | 14,90        | 1 (10:01)                                         |

Согласно предыдущему Генеральному плану 2008 года планировочная структура города состояла из 6 планировочных районов Владивостока, а также посёлка Трудовое.
- Планировочный район «Курортный» включает Садгород, дачный посёлок, зону отдыха Седанка — Океанская, часть побережья Уссурийского залива, долины рек Чёрной и Лазурной, часть территории ДВО РАН.
- Планировочный район «Северный» занимает территорию от Академгородка ДВО РАН до долины Первой Речки.
- Планировочный район «Центральный» включает территории от долины Первой Речки до бухты Золотой Рог и долины реки Объяснения.
- Планировочный район «Южный» занимает территорию полуострова Черкавского (Чуркин) и южные склоны долины реки Объяснения.
- Планировочный район «Западный» включает территорию полуострова Шкота (Эгершельд).
- Планировочный район «Уссурийский» расположен в районе бухты Горностай и урочища Мёртвая Падь.

Существует проект Большого Владивостока, разработанный в 1997 году и предусматривающий административное объединение Владивостока с городами-спутниками (Артём, а в перспективе — Уссурийск и Находка) для создания единого мегаполиса. Проект поддержан в федеральных правительственных планах (Минрегионразвития и Минэкономразвития) по созданию так называемых «опорных городов».

## История
Постановлением ЦК ВКП (Б) от 4 января 1936 года  «Об организации городских районов в городе Владивостоке» и Постановлением президиума Далькрайисполкома от 21 мая 1936 года были созданы Фрунзенский, Ленинский и Ворошиловский районы в городе Владивостоке. Постановлением президиума Владивостокского горсовета от 4 августа 1937 года из части Фрунзенского района был выделен Первореченский район.  Указом Президиума Верховного Совета РСФСР от 29 ноября 1957 года Ворошиловский район был переименован в Первомайский. Указом Президиума Верховного Совета РСФСР от 3 апреля 1972 года образован Советский район.
В 1934 году Владивостокскому горсовету от Посьетского района Дальневосточного края был переподчинён Рейнекский поссовет, который с 1948 года вместе с новообразованным Поповским поссоветом стали подчиняться Ворошиловскому (с ноября 1957 года Первомайскому) райсовету г. Владивостока. В 1954 году был организован Русский сельсовет, преобразованный в 1959 году в Русский поссовет, который был передан в подчинение Ленинскому, c 1965 года — Фрунзенскому райсовету г. Владивостока. В 1969 году от Хасанского района территория новообразованного Берегового сельсовета была переподчинена Фрунзенскому райсовету г. Владивостока. В 1977 году с упразднением Рейнекского поссовета, посёлок Рейнеке был переподчинён Поповскому поссовету. В 1987 году Трудовской поссовет был передан от Артёмовского горсовета в подчинение Советскому райсовету г. Владивостока. В 1993 году горсовет, райсоветы, сельсовет и поссоветы были упразднены в пользу администраций, а в 2004 году рабочие посёлки (пгт Попова, Русский, Трудовое) преобразованы в сельские населённые пункты (посёлки) с сохранением прежней подчинённости населённых пунктов районам г. Владивостока.
Решением Думы города Владивостока от 16 декабря 2021 года в администрации города Владивостока было образовано административно-территориальное управление островных территорий (АТУОТ), которому были переподчинены острова и посёлки Попова, Рейнеке и Русский. Соответствующие изменения в структуру администрации города Владивостока были внесены решением Думы от 31 марта 2022 года.